# 油元
油元（Petrodollar）是指一國出售石油所賺取的報酬，此名稱為1973年美國喬治城大學的Ibrahim Oweiss教授所發明。1970年代正值石油危機，OPEC的產油國皆因而攫取了大筆外匯，為了便於描述這些數量龐大的資本及其衍生的經濟現象，Ibrahim Oweiss教授便結合了「petroleum（石油）」和「dollar（元）」創造了「油元」一詞。